# مواضع سیاسی دونالد ترامپ

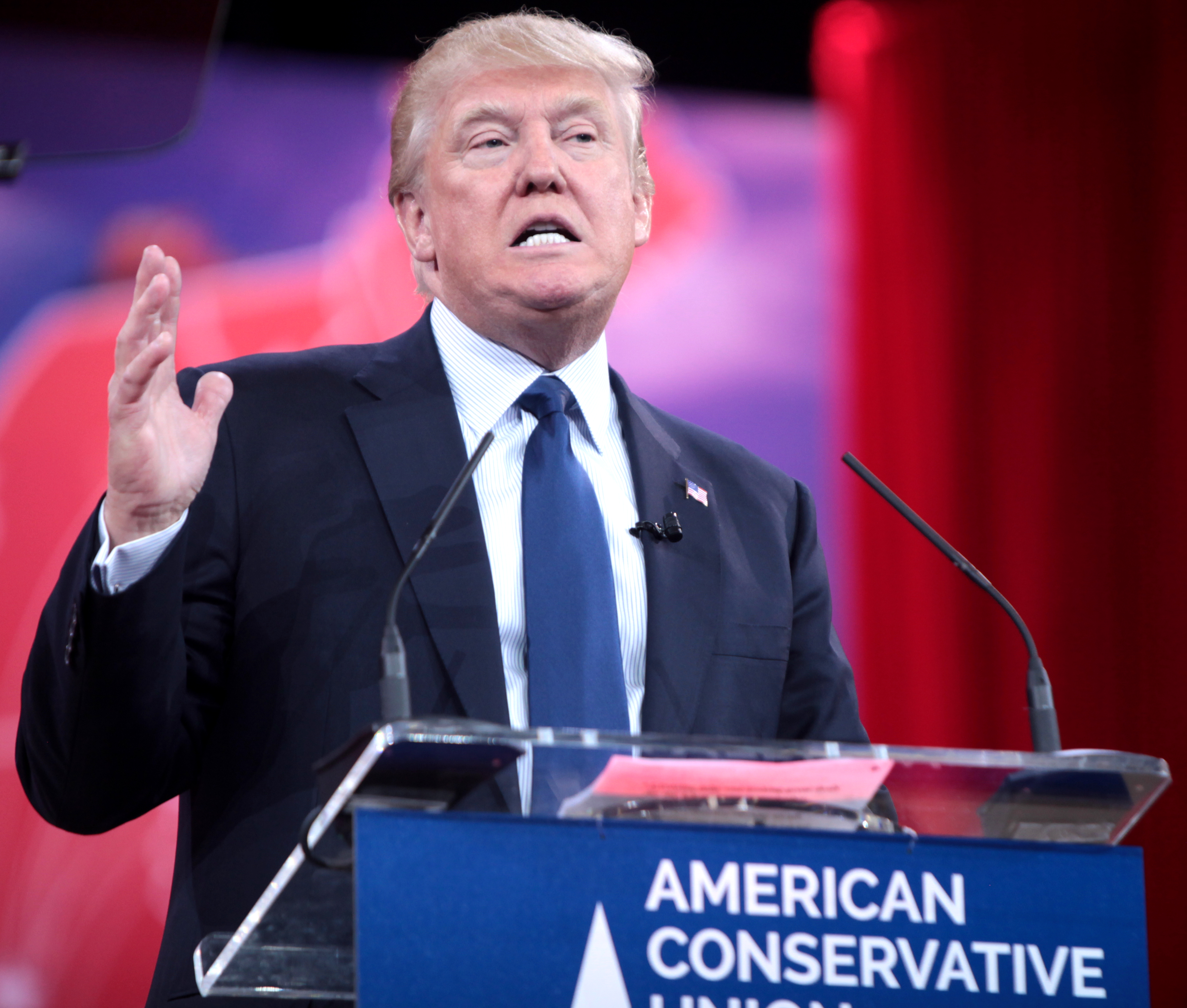
ترامپ در حال سخنرانی در (CPAC) در ۲۰۱۵

دونالد ترامپ کارآفرین، سرمایه دار ،سیاستمدار، شخصیت تلویزیونی و رئیس‌جمهور پیشین و همچنین ۴۷ مین رییس جمهور ایالات متحده آمریکا است.
پیشنهادهای ترامپ دربرگیرندهٔ عناصری از سراسر طیف سیاسی است. به عنوان مثال، او پیشنهاد داده میزان قابل توجهی از مالیات‌ها و مقررات کاهش یابد که با سیاست‌های محافظه کاران حزب جمهوری‌خواه (ایالات متحده آمریکا) سازگار است، در کنار آن او پیشنهاد سرمایه‌گذاری شایان توجهی در زیرساخت‌ها و حفاظت از حقوق و مزایای سالمندان را داده که سیاست‌هایی نوعا لیبرال (حزب دموکرات) پنداشته می‌شوند. سیاست‌های ضد جهانی سازی حفاظت گرایی تجاری و کاستن از مهاجرت مرزهای حزبی را درمی‌نوردند. ترامپ گفته او «در زمینهٔ مسایل خیلی، خیلی بسیار زیادی انعطاف‌پذیر است.» مسئله‌ای که ترامپ بیشتر با او شناخته می‌شود ضدیت با مهاجرت غیرقانونی به ایالات متحده آمریکا , و به‌طور خاص ساختن یا گسترش دادن دیواری در مرز بین آمریکا و مکزیک است. تا تاریخ اکتبر ۲۰۱۶، کمپین ترامپ ۱۴ دسته پیشنهادهای سیاستی در وبسایت خود نهاده‌است. ترامپ در اکتبر ۲۰۱۶ رشته گام‌هایی را برای ۱۰۰ روز اول خود در قدرت طرح‌ریزی کرده‌است.

## سیاست اقتصادی
ترامپ از سیاست‌های مشوق رشد و کاهش مالیات بر کارگران و کسب و کارهای آمریکایی و کاستن از مقررات به منظور افزایش رشد اقتصادی و ایجاد فرصت حمایت می‌کند. ترامپ یک برنامهٔ مالیات بر درآمد ۱-۵-۱۰-۱۵ را به منظور ساده‌سازی قوانین مالیاتی پیشنهاد داده‌است، که در آن درامدهای تا $۳۰٬۰۰۰، ۱٪ می‌پردازند، درآمدهای $۳۰٬۰۰۰ تا $۱۰۰٬۰۰۰، ۵٪ می‌پردازند، درامدهای $۱۰۰٬۰۰۰ تا $۱ میلیون ۱۰٪ می‌پردازند، و درامدهای $۱ میلیون و بالاتر ۱۵٪ می‌پردازند. طرح او مالیات بر ارث، مالیات بر ابرشرکتها را حذف و مالیات بر درآمد سرمایه‌ای را کم‌تر می‌کند و در عوض ۲۰٪ تعرفهٔ وارداتی و ۱۵٪ مالیات بر برون‌سپاری به کشورهای خارجی اعمال می‌کند. ترامپ حامی مذاکرات تجاری قوی تر با کشورهایی نظیر چین و زمین بازی منصفانه تری در زمینهٔ تجارت است تا در صورت لزوم بتوان شغل‌های آمریکایی که تعرفه می‌پردازند را بتوان بازگرداند. ترامپ حامی یک سیاست انرژی مبتنی بر بازار آزاد است و مخالف سقف و تجارت در خصوص تجارت انتشار گازهای گلخانه‌ای است. ترامپ حامی ارتقای زیرساخت‌های آمریکا است.

## سیاست تجاری
ترامپ معتقد است «نباید اجازه داده می‌شد شراکت ترنس-پسیفیک به وقوع بپیوندد.» ترامپ با انتشار برنامهٔ خود در خصوص روابط آمریکا با چین، خواستار اعلام چین به عنوان یک دستکاری‌کننده در نرخ ارز شد.

## مهاجرت

### مهاجرت غیرقانونی و امنیت مرزها
ترامپ امنیت مرزهای آمریکا را به یک اولویت بدل کرده‌است. او در سخنرانی اعلام کاندیداتوری خود گفت «وقتی مکزیک مردم خود را می‌فرستد، بهترین‌هایشان را نمی‌فرستد. آنها مردمی را می‌فرستند که مشکلات بسیاری دارند، و آن مشکلات را دارند می‌آورند، آنها مواد مخدر دارند می‌آورند… آنها جرم دارند می‌آورند. آنها متجاوزین [جنسی] اند؛ و برخیشان، مردم خوبی اند.»
ترامپ اعلام کرده برای جلوگیری از ورود مهاجرین غیرقانونی قصد ساخت دیواری در مرز آمریکا و مکزیک را دارد.

## مسایل اجتماعی و آزادی‌های مدنی

### مسایل همجنسگرایان
ترامپ از ازدواج سنتی حمایت کرده و اعلام کرده تصمیم‌گیری در خصوص ازدواج همجنسگرایان باید توسط ایالات انجام شود، با این حال در خصوص تصمیم ژوئن ۲۰۱۵ دیوان عالی گفته‌است «این مسئله‌ای است که از سوی دیوان عالی تعیین شده‌است؛ و راستش را بخواهید، می‌دانید، دغدغه من اشتغال است.»
او در مورد قوانین ایالت کارولینای شمالی که بر خلاف افراد تراجنسی است گفت (تراجنسی‌ها از هر دستشویی که خودشان بخواهند باید استفاده کنند)"

### مسایل دینی
ترامپ خود را پرسبیتری معرفی می‌کند و حمایت خود را از مسایل و مواضع سیاسی که برای برخی مسیحیان مهم است اعلام کرده‌است. او در سخنرانی‌های مبارزاتی خود مرتباً از کتاب مقدس تجلیل کرده، و به مزاح کتاب خودش به نام ترامپ: هنر توافق را دومین کتاب محبوب خود بعد از انجیل خوانده‌است.

#### اسلام
ترامپ پس از تیراندازی ۲۰۱۵ سن برناردینو اعلامیه‌ای مطبوعاتی منتشر کرد که خواهان «توقف کامل» ورود مسلمانان به آمریکا «تا زمانی که مسئولین کشورمان بتوانند دریابند که قضیه از چه قرار است» شد.

### حقوق اسلحه
ترامپ از متمم دوم قانون اساسی ایالات متحده آمریکا حمایت می‌کند و به‌طور کلی با کنترل اسلحه مخالف است، با این حال از منع سلاح تهاجمی و افزایش بازه زمانی انتظار برای خرید اسلحه حمایت می‌کند.

## سیاست داخلی
ترامپ گفته‌است که یک «جمهوریخواه محافظه کار» است. 

### آموزش
ترامپ حامی انتخاب مدرسه و کنترل محلی بر مدارس ابتدایی و متوسطه است. او مخالف استاندارهای فدرال کامن کور برای مدارس ابتدایی و متوسطه است. او کامن کور را فاجعه‌ای خوانده که باید پایان یابد.

## روابط خارجی و دفاع
ترامپ قصد خود را به همراه آوردن رهبری ریاست جمهورانه با دیپلماسی قوی به منظور بازگردانی احترام به آمریکا در سراسر جهان و حمایت از یک دفاع ملی مقاوم است. ترامپ معتقد است آمریکا به جای ملت سازی در خارج، بر حل مشکلات داخلی خود تمرکز کند. او بارها از مداخلهٔ آمریکا و جنگ عراق انتقاد کرده و آن را باعث تشنج‌های کنونی در منطقه و ظهور داعش می‌داند. ترامپ خواهان مستحکم تر شدن حمایت آمریکا از اسرائیل است. او در سخنرانی اعلام نامزدی خود گفت از آنجا که زرادخانهٔ هسته‌ای آمریکا قدیمی شده و کار نمی‌کند آمریکا ضعیف تر شده‌است.

### ایران
ترامپ پیش از انتخابات ریاست جمهوری گفته بود در صورت انتخاب از دستیابی ایران به سلاح هسته‌ای جلوگیری خواهد کرد. ترامپ در ۱۴ ژوئیه ۲۰۱۵ برنامه جامع اقدام مشترک را «افتضاح» خواند و گفت رئیس‌جمهور این توافق را از سر بیچارگی مذاکره کرده‌است.
دونالد ترامپ در ۳۱ ژوئیه ۲۰۱۸، در یک نشست خبری مشترک با نخست‌وزیر ایتالیا که در واشینگتن برگزار شده بود، پیشنهاد مذاکره «بدون شرط» با مقامات ایرانی را مطرح کرد.

### سوریه
ترامپ در نخستین مصاحبه اش پس از اعلام نامزدی با بیل اورایلی استراتژی خود در خصوص برخورد با جنگ داخلی سوریه را تشریح کرد. او گفت با این که به نظر می‌رسیده قرار بوده سوریه دشمن آمریکا باشد، او احساس می‌کند بشار اسد «خیلی بهتر از برخی از به اصطلاح دوستان ما به نظر می‌رسد.» ترامپ به جای جنگ با دولت اسلامی عراق و شام در سوریه، دسترسی آن‌ها به سرمایه را با بمباران میدان‌های نفتی در کنترل آن‌ها و اجازه دادن به ایران و روسیه به حفاظت از سوریه قطع می‌کند. او پیشنهاد کرد اجازه داده شود آن‌ها با هم بجنگند و آنگاه شما باقیمانده‌ها را جمع کنید.
او در مناظرهٔ چهارم نامزدهای جمهوریخواه گفت ولادیمیر پوتین را از آنجا که هر دو در برنامهٔ ۶۰ دقیقه حاضر بوده‌اند به خوبی می‌شناسد. او گفت با مداخلهٔ روسیه در سوریه موافق است و این که «اگر پوتین می‌خواهد دولت اسلامی عراق و سوریه را نابود کند، من صد درصد با آن موافقم و نمی‌فهمم چرا کسی باید مخالف آن باشد… او دارد وارد می‌شود و ما می‌توانیم وارد شویم و همه باید وارد شوند.»

### اوکراین
در ژوئیه ۲۰۱۵ ترامپ با درگیر شدن آمریکا در بحران اوکراین مخالفت کرد، و کریمه را «مشکل اروپا» دانست. در اوت ۲۰۱۵، ترامپ گفت عضویت اوکراین در ناتو «برایش مهم نیست» ترامپ معتقد است روابط خوب با روسیه به عنوان راهی برای بازداشتن روسیه و چین از نزدیک شدن به همدیگر ضروریست.
ترامپ در سخنرانی برای کنفرانس اروپایی یالتا در سپتامبر ۲۰۱۵ از آلمان و دیگر کشورهای اروپایی به دلیل عدم حمایت کافی از اوکراین در منازعه اش با روسیه انتقاد کرد و گفت «با اوکراینی‌ها به درستی رفتار نمی‌شود.»